# Лившиц, Хая Нахмановна
Хая На́хмановна Ли́вшиц (партийные псевдонимы Женя, Маленькая, Maria Pavel;  14 декабря 1903, Кишинёв, Бессарабская губерния — 17 августа 1929, Клуж, Румыния) — участница подпольного коммунистического движения в Бессарабии.
Родилась в Кишинёве, где закончила 2-е еврейское женское профессиональное училище. После оккупации Бессарабии Румынией в 1918 году начала участвовать в молодёжном революционном движении, в 1924—1925 годах была секретарём Кишинёвского подпольного горкома комсомола, в 1925 году — член Кишинёвского комитета коммунистической партии Румынии. В 1926—1928 годах — первый секретарь ЦК комсомола Румынии.
В 1928 году арестована и привлечена в качестве обвиняемой по так называемому «процессу 114-ти», который проходил в Клуже. Приговорена к восьми годам тюрьмы и десяти годам лишения прав. В тюрьме участвовала в 49-дневной голодовке, объявленной группой политзаключённых. Умерла от истощения.

## Память

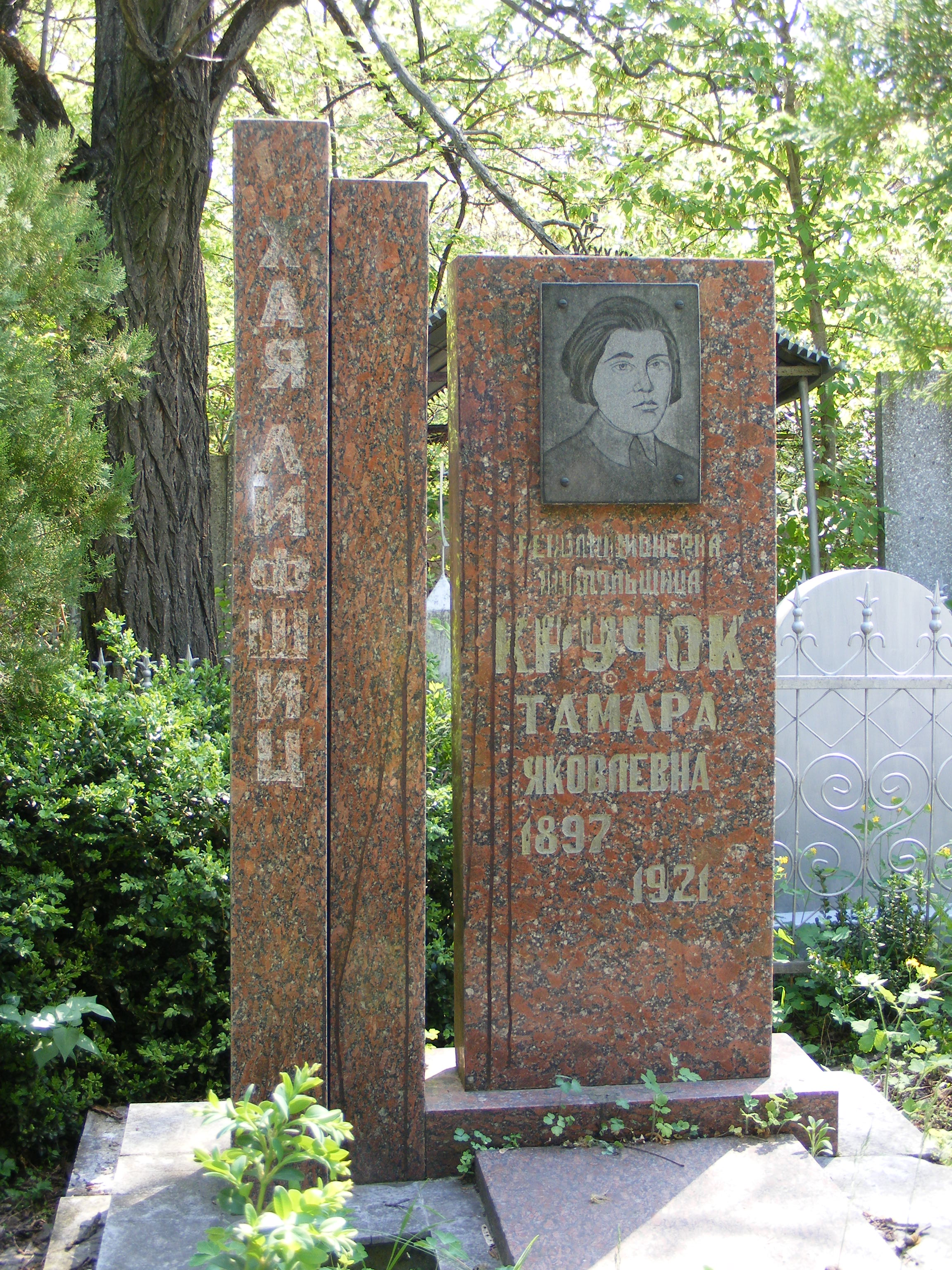
Памятник Хае Лившиц (слева) на еврейском кладбище г. Бендеры

- Имя Хаи Лившиц до 1991 года носила одна из кишинёвских улиц в районе Рышкановка (теперь улица Андрея Доги). Улица Г. Домиде в Бухаресте также до 1989 года носила имя Хаи Лившиц (str. Haia Lifschitz).
- Хае Лившиц посвящена «Поэма о Хае Лившиц» молдавского поэта Ливиу Деляну, положенная на музыку композитором Соломоном Лобелем в 1965 году для смешанного хора без сопровождения и солиста. Пьесу «Хая Лившиц» (первоначально сценарий) написал молдавский драматург и сценарист Георге Маларчук (род. 1934)[1]. Под названием «Ероика» пьеса была поставлена народным артистом МССР Виктором Герлаком на сцене Молдавского музыкально-драматического театра имени А. С. Пушкина к 40-летию создания Молдавской АССР и Коммунистической партии Молдавии в 1964 году (музыка П. Б. Ривилиса).
- Памятник Хае Лившиц[2] и Тамаре Кручок на еврейском кладбище в городе Бендеры.